# 1146

## أحداث
- تأسيس مدينة الرباط وتقع حاليا في المغرب.
- سقوط مراكش في يد الموحدين بعد أن كانت في عهدة المرابطين.
- تولي وانتهاء فترة حكم إبراهيم بن تاشفين في الدولة المرابطية

## مواليد
- جيرالد الويلزي
- عبد الغني المقدسي

## وفيات
- ابن ابي الخصال